# 梅特爾山
46°3′26″N 7°44′33″E / 46.05722°N 7.74250°E

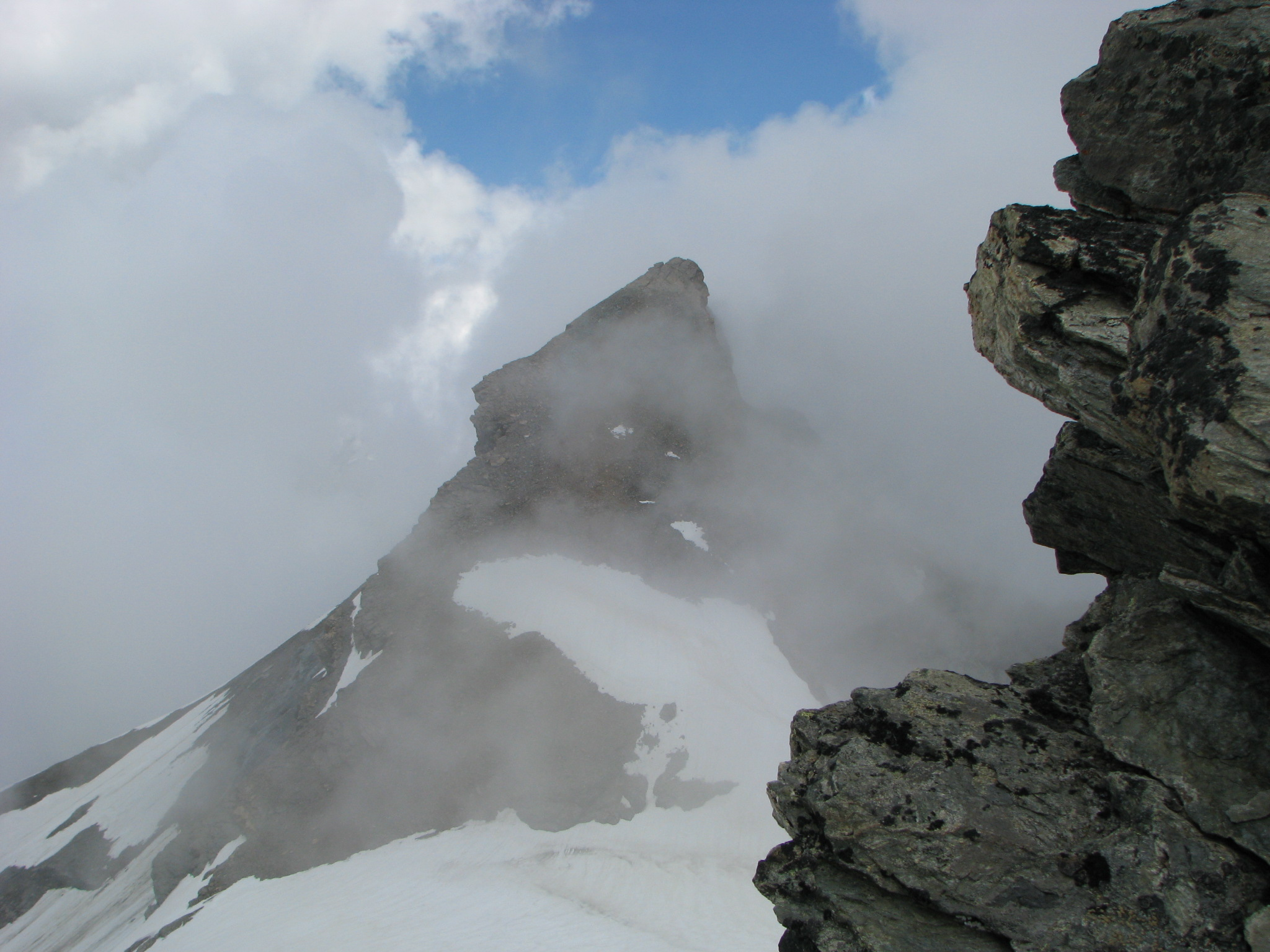

梅特爾山（Mettelhorn），是瑞士的山峰，位於該國西南部，由瓦萊州負責管轄，屬於本寧阿爾卑斯山脈的一部分，海拔高度3,406米，每年平均降雨量1,585毫米。